# Морски краставац
Морски краставци (лат. Holothuroidea) су класа бодљокожаца. Ово је класа морских животиња, које су веома широко распрострањене.